# کارلوس هنک گونزالس

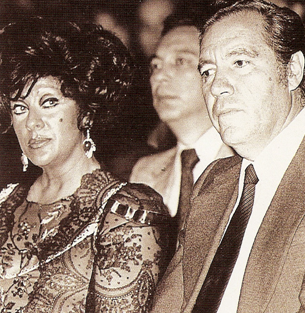
کارلوس هنک گونزالس (راست)، با کارمن رومانو، در سال ۱۹۸۰

کارلوس هنک گونزالس (1927 – ۲۰۰۱)، ملقب به ال پروفسور ("پروفسور")، سیاستمدار مکزیکی و تاجر با نفوذ بود. او که در اصل یک معلم بود، یک کارآفرین بود که در کنار یک امپراتوری تجاری، ارتباطات سیاسی وسیعی برای خود ایجاد کرد و به سمت‌های مختلف دولتی و سیاسی در سطح ایالتی (ایالت مکزیک) و ملی منصوب شد.
او از تلاش برای دستیابی به سمت ریاست جمهوری بر مبنای قانونی که الزام ملیت والدین را برای ریاست جمهوری تعریف می‌کرد و رئیس‌جمهور را ملزم به دارا بودن والدین مکزیکی می‌دانست دست کشید چرا که پدرش آلمانی بود. یک گزارش فیلتر شده از مرکز ملی اطلاعات مواد مخدر (NDIC) نشان داد که مشارکت ادعا شده هانک گونزالز در قاچاق مواد مخدر و پولشویی در یک زمانی "تهدید جنایی قابل توجهی برای ایالات متحده" بود. گزارش NDIC همچنین هانک گونزالز را از فساد سیاسی، انتقالات مالی، رشوه دادن و خرید آرا متهم کرد.

## اتهامات جنایی
کارلوس هانک گونزالز اتهام داشت به دارا بودن ارتباط با قاچاقچیان مواد مخدر مانند فلیکس گالاردو، برادران اریانو و مایو زامبادا. او و گروه اش همچنین اتهام داشتند به کنترل بانک‌های آمریکایی، شرکت‌های سرمایه‌گذاری و کازینوها برای پولشویی، قاچاق مواد مخدر با کارتل‌ها و دیگر فعالیت‌های غیرقانونی. طبق گزارش مرکز ملی اطلاعات مواد مخدر ایالات متحده (NDIC) با نام مستعار عملیات ببر سفید، مشارکت هانک گونزالز در قاچاق مواد مخدر و پولشویی "تهدید جنایی قابل توجهی برای ایالات متحده" بود. در حالی که مقامات اجرایی قانون ایالات متحده سال‌ها را صرف بررسی کارلوس هانک گونزالز و پسرانش کارلوس هانک رون و خورخه هانک رون کرده بودند، ارزیابی انجام شده توسط چند نهاد نشان دهنده اولین بار بود که ثلاثه‌ی آنها به عنوان ارتباطات مستقیم مزعوم با عملیات اصلی سازمان‌های مواد مخدر مکزیکی بودند. 